# Hvidtoppet toko
Hvidtoppet toko (latin: Tropicranus albocristatus) er en næsehornsfugl, der lever i det vestlige og centrale Afrika.